# Električni automobil
Električni automobil automobil koji se pokreće elektromotorom, koristeći električnu energiju pohranjenu u akumulatoru, ili drugim uređajima za pohranu energije. Električni automobili su bili popularni krajem 19. i početkom 20. veka, dok su unapređenja motora sa unutarnjim sagorevanjem i masovna proizvodnja jeftinijeg vozila na benzin doveli do smanjenja korištenja vozila na električni pogon. Energetske krize 1970-ih i 80-ih dovele su do kratkotrajnog zanimanja za električne automobile, te se sredinom 2000. obnovio interes za proizvodnjom električnih automobila, uglavnom zbog zabrinutosti oko ubrzanog povećanja cene nafte i potrebe za smanjenjem emisije gasova staklene bašte. Od septembra 2011. modeli serijske proizvodnje, dostupni u nekim zemljama, su Tesla Roadster, REVAi, Buddy, Mitsubishi i-MiEV, Nissan Leaf, Smart ED i Wheego Whip LiFe. Leaf i i-MiEV su, s ukupnom prodajom od više od 15.000 jedinica svaki, najprodavaniji električni automobili sposobni za vožnju po autocesti do septembra 2011.
Električni automobili imaju nekoliko mogućih prednosti u odnosu na konvencionalne automobile sa unutarnjim sagorevanjem, koje uključuju značajno smanjenje onečišćenja zraka u gradovima, jer oni ne ispuštaju onečišćenja iz svojih izvora energije tokom rada, smanjene emisije stakleničkih gasova, zavisno od goriva i tehnologije koja se koristi za proizvodnju električne energije za punjenje akumulatora, manju zavisnost od nafte, što je u razvijenim zemljama i zemljama u razvoju uzrok zabrinutosti zbog njihove izloženosti naglim promenama cene i poremećaja u opskrbi. Takođe, za mnoge zemlje u razvoju, a posebno za najsiromašnije u Africi, visoke cene nafte imaju nepovoljan uticaj na platnom bilansu, ometajući njihov privredni rast.
Uprkos potencijalnim prednostima, široko prihvatanje električnih automobila suočava se sa nekoliko prepreka i ograničenja. Električni automobili su znatno skuplji od konvencionalnih vozila s unutrašnjim sagorevanjem i hibridnih električnih vozila zbog dodatnog troška njihovih litijum-jonskih akumulatora. Međutim, cena akumulatora pada s masovnom proizvodnjom i očekuje se da će nastaviti da pada. Druge prepreke za opšte korištenje električnih automobila su nedostatak javne i privatne infrastrukture za punjenje i strah vozača od nestanka energije pre dostizanja svog odredišta zbog ograničenog dosega postojećih električnih automobila. Nekoliko vlada je ponudilo političke i privredne podsticaje za prevladavanje postojećih zapreka, promovisanje prodaje električnih automobila i za finansiranje daljnjeg razvoja električnih vozila, isplativijih izvedbi akumulatora i njihovih komponenti. SAD je obećala 2,4 milijarde USD podsticaja za razvoj električnih automobila i njihovih akumulatora. Kina je objavila da će osigurati 15 milijardi USD za pokretanje industrije električnih automobila unutar svojih granica. Nekoliko nacionalnih i lokalnih vlasti su uspostavile porezne olakšice, subvencije i druge podsticaje kako bi se smanjila neto nabavna cena električnih automobila i drugih dodataka.

### Istorija
Električni automobili su uživali u popularnosti između kasnih 1800-tih i ranih 1900-tih. Ovo razdoblje za električne automobile je bilo zlatno zbog toga što su električni automobili davali više komfornosti i jednostavnosti prilikom korištenja nego automobili pokretani fosilnim gorivima. Promene koje su usledile u razvoju automobila sa unutrašnjim sagorevanjem uskoro su dovele navedene prednosti električnog automobila u ozbiljnu krizu te uskoro te prednosti su postale zanemarive. Razvoj automobila sa unutrašnjim izgaranjem doveo je do smanjenja prodaje električnih automobila zbog par razloga – za inicijalno pokretanje cilindara počeo koristio se električni motor, brže punjenje, bolji domet te masovna proizvodnja razlozi su zašto je konvencionalni automobil istisnuo električni automobil.

#### Rana istorija
Pre pojave boljih automobila s unutrašnjim sagorevanjem električni su automobili bili odgovorni za mnoge brzinske rekorde i rekorde udaljenosti. Možda najpoznatiji brzinski rekord je 100 km/h – naime prvi automobil koji je probio 100km/h brzinsku barijeru bio je upravo električni automobil. Ovaj rekord postavio je Kamile Dženaci 29. 4. 1899 u svojem na raketu nalik električnom automobilu. Džejm Kontente s kojim je uspeo da postavi brzinski rekord od 106 km/h. Godine 1897. električni automobili su pronašli su svoju prvu komercijalnu uporabu kao taksi vozila Njujorku. Smanjenje vibracija, buke i neugodnih mirisa te promene brzine što je u to doba na konvencionalnim automobilima bilo dosta komplikovano dali su električnim automobilima prednost nad svojom konkurencijom. Takođe u gradskoj vožnji njihov domet kao opšti nedostatak nije bio od toliko važnosti, te su bili preferirani zbog mogućnosti pokretanja bez uporabe ručnog vitla.
Godine 1911. Njujork Tajms je prepoznao idealnost električnog automobila zbog činjenice da su tiši, ekonomičniji i čistiji.

## Poređenje sa vozilima s motorom sa unutrašnjim sagorevanjem
Važan cilj za električna vozila je prevladavanje razlika između troškova razvoja, proizvodnje i rada, u poređenju s ekvivalentnim vozilima s motorom sa unutrašnjim sagorevanjem. Kako automobili sa unutrašnjim sagorevanjem za pokretanje koriste smesu naftnih derivata (dizel ili benzin) i vazduha, tako električni automobili za pokretanje koriste električnu energiju. Električna energija se pohranjuje u baterije unutar automobila stoga je i cena samog električnog i hibridnog automobila viša nego automobila s unutrašnjim sagorevanjem, ali cene baterija počinju lagano da padaju, te se stoga može i očekivati veći broj električnih automobila u skorijoj budućnosti.
Jedna od prednosti električnih automobila nad konvencionalnim automobilima je lokalno smanjenje zagađenja vazduha. Električni se automobili pogone električnom energijom koja ukoliko se dobija npr. obnovljivim izvorima energije uzrokuje minimalno zagađenje okoline. Stupanj iskorištenja električnog automobila je oko 80% dok je iskoristivost konvencionalnog automobila oko 36%. Ne koristeći naftu kao sredstvo za dobivanje mobilnosti već električnu energiju uveliko se umanjuje zavisnost od nafte stranih zemalja.

### Cena
Električni automobili su generalno skuplji od benzinskih automobila. Glavni razlog tome je visoka cena automobilskih akumulatora. Čini se da kupci automobila nisu voljni da plate više za električni automobil. To sprečava masovni prelaz sa benzinskih automobila na električne automobile. Istraživanje koje je sproveo Nilsen za Fajnenšal tajms pokazalo je da 65 posto Amerikanaca i 76 posto Britanaca ne želi da plati mnogo više od cene benzinskog automobila za električni automobil. Takođe, izveštaj agencije JD Power and Associates tvrdi da oko 50 posto američkih kupaca automobila čak nije spremno da potroši više od 5.000 USD iznad cene benzinskih automobila na zeleno vozilo, bez obzira na njihovu zabrinutost za okolinu.
Inicijalna cena električnog automobila značajno je veća od cene konvencionalnog automobila čak i nakon uzimanja u obzir subvencije države zbog korišćenja električnog automobila koje su dostupne u nekoliko zemalja. Primarni razlog visokoj ceni su baterije koje sežu i nekoliko stotina dolara. 
U 2013. godini istraživanje Američke agencije za energetsku efikasnost pokazalo je da se cene baterija smanjuju. Cena baterije u 2007. godini bila je 1,300 dolara po kWh, a već 2012. godine cena je pala na svega 300 dolara. Američka agencija za energetiku najavljuje smanjenje cena baterija na 125 dolara do 2022. godine. Smanjivanje cene baterija može se postići napretkom u tehnologiju koja se koristi za izradu baterija, što će uzrokovati veću kompetentnost električnih i hibridnih vozila.

### Troškovi rada i održavanja
Većina tekućih troškova električnog vozila može se pripisati održavanju i zameni akumulatora zbog toga što električno vozilo ima samo oko 5 pokretnih delova u svom motoru, u poređenju s benzinskim automobilom koji ima stotine delova u motoru sa unutarnjim sagorevanjem. Električni automobili imaju skupe akumulatore koji se moraju menjati, inače imaju vrlo niske troškove održavanja, posebno u slučaju trenutnog modela utemeljenog na litijumu.
Za izračunavanje troškova po pređenom kilometru električnog automobila potrebno je dodeliti novčanu vrednost trošenju akumulatora. To može biti teško zbog činjenice da će imati nešto manji kapacitet svaki put kada se napuni, i razmatra se na kraju radnog veka kada vlasnik odluči da njegova delotvornost više nije prihvatljiva. Čak i tada, „na kraju životnog veka”, akumulator nije potpuno bezvredan jer se može ponovno upotrebiti, reciklisati ili koristiti kao rezervni.
Budući da je akumulator sastavljen od mnogih individualnih ćelija, koje se ne moraju nužno ravnomerno trošiti, povremenom zamenom najgorih među njima može se zadržati isti domet vozila.
Vrlo veliki akumulator u Teslinom Roadsteru ima očekivani životni vek od sedam godina pri tipičnoj vožnji i košta 12.000 USD, ako se danas kupi unapred. Vožnja od 64 km po danu tokom sedam godina, ili 164.500 km, dovodi do potrošnje akumulatora koja košta 0,0734 USD po 1 km ili 4,70 USD po 64 km. Preduzeće Better Place pruža još jedno poređenje troškova dok očekuju ispunjavanje ugovornih obaveza za isporukom baterija, kao i čiste električne energije za punjenje akumulatora po ukupnoj ceni od 0,05 USD po 1 km u 2010, 0,025 USD po 1 km do 2015. i 0,0125 USD po 1 km do 2020. 64 km vožnje u početku će koštati 3,20 USD i pasti tokom vremena na 0,80 USD.
U 2010. američka vlada je procenila da će akumulator s dosegom od 160 km koštati oko 33.000 USD. I dalje postoje nedoumice o trajnosti i dugovečnosti akumulatora.
Nisan procenjuje da će petogodišnji troškovi rada Leaf vozila biti 1.800 USD u odnosu na 6.000 USD za benzinski automobil. Dokumentarni film „Who Killed the Electric Car?” pokazuje poređenje između delova koji zahtevaju zamenu u automobilima na benzin i električnim automobilima General Motors EV1.

### Troškovi punjenja
Trškovi punjenja električnog automobila zavise od ceni električne energije- koja varira od države do države. Trošak na punjenje vozila Nissana Leaf u Hrvatskoj prema nižoj tarifi (0.56 kN/kWh) i potrošnji od 21.25 kWh/100km iznosi 11.9 kN/100km. Nisan tvrdi da cena servisa nakon 5 godina korištenja Leaf vozila iznosi 1,800 dolara (cca 10,000 kN) dok cena servisa konvencionalnog automobila nakon 5 godina korištenja iznosi 6,000 dolara (cca 33000 kN). Ovi podaci potvrđuju da je iako inicijalno skuplji električni automobil u kasnijim godinama smanjuje cenu korištenja.

### Domet
Može se smatrati da automobili s unutarnjim sagorevanjem imaju neograničeni domet, jer oni mogu biti napunjeni gorivom vrlo brzo i gotovo bilo gde. Električni automobili često imaju manji maksimalni domet po punjenju od automobila koja pokreću fosilna goriva, a punjenje može potrajati znatno duže. Stoga su mnogi proizvođači označili električni automobil na tržištu kao „dnevno vozilo”, pogodno za gradske izlete i druga kratka putovanja. Prosečan Amerikanac vozi manje od 64 km po danu, tako da bi General Motors EV1 bio prikladan za dnevne potrebe za vožnjom oko 90% Amerikanaca. Ipak, ljudi bi mogli biti zabrinuti da će ostati bez energije pre dolaska na odredište.
Domet električnog automobila definisan je njegovom baterijom za razliku od konvencionalnog automobila kod kojeg je domet definiran količinom goriva. Nestankom energenta za pokretanje konvencionalan automobil se jednostavno napuni novom količinom goriva što je relativno brzo, dok kod električnog automobila to punjenje traje znatno duže. Stoga je električni automobil isplativiji u vožnje po gradu s puno stani-kreni vožnje.
Mnoga vozila imaju mogućnost brzog punjenja koje je moguće sa DC Fast Charging. Ovakvo punjenje električnog automobila može napuniti i 80% baterije za 30 min. Jedno od mogućih rešenja za mali kapacitet baterije je zamena baterije. Ideja je da se po prvi put kupi puna baterija te se nakon pražnjenja ne puni već se zamenjuje s punom baterijom na lokalnoj benzinskoj pumpi. Pogodnost ovoga modela je fleksibilnost i povećanje dometa. Zamenom baterije korisnik bi plaćao samo razliku.
Drugo moguće rešenje dolazi od BMW-a. BMW je predstavio svoj električni automobil i-3 koji ima mogućnost povećanja dometa svojim benzinskim motorom. Ideja je da se u slučaju prazne baterije uključi benzinski motor koji bi radio kao agregat te napajao baterije. Dobra stvar oko ove ideje je ta da takav agregat može raditi u idealnoj tački te kao takav ima i maksimalnu iskoristivost.

### Zagađenje vazduha i emisija ugljen-dioksida
Električni automobili pridonose čistijem vazduhu u gradovima, jer oni ne ispuštaju štetne materije u okolinu, kao što su čestice (čađa), isparljiva organska jedinjenja, ugljovodonici, ugljen-monoksid, ozon, olovo, i razne azotni oksidi. Koristi od čistog vazduha su najčešće lokalne, zbog toga što su, zavisno od izvora električne energije koja se koristi za punjenje akumulatora, emisije štetnih materija u vazduh pomaknute na mesto proizvodnje električne energije.
Električni automobili nisu u potpunosti dobri za okolinu zbog baterija koje su teške, a proizvođači automobila pokušavaju da svoje automobile učine što lakšima te moraju da koriste materijale koji su veoma laki, ali i čvrsti kao npr. aluminijum i kompoziti ugljeničnih vlakana koji iziskuju mnogo energije za proizvodnju. Takođe sastavni delovi baterije koje se koriste u električnim automobilima imaju štetne posledice za okolinu. Sastavni delovi baterija litijum, nikal i bakar nalaze se u zemljinoj kori te je za njihovu eksploataciju i obradu potrebno je koristiti mnogo energije što nije efikasno. Nepravilnim rukovanjem tih baterija može se znatno naštetiti okolini.

### Energetska delotvornost
Motori s unutarnjim sagorevanjem su relativno nedelotvorni u pretvaranju energije goriva za pogon jer se većina energije troši u obliku toplote. S druge strane, elektromotori su delotvorniji u pretvaranju pohranjene energije u energiju potrebnu za vožnju. Vozila na električnu energiju ne troše energiju dok miruju, a deo energije izgubljene prilikom kočenja se ponovno koristi kroz regenerativno kočenje, koje koristi do jedne petine energije normalno izgubljene tokom kočenja. Obično konvencionalni benzinski motori delotvorno koriste samo 15% energetskog sadržaja goriva za kretanje vozila ili za napajanje dodatne opreme. Dizel motorima može se dosegnuti učinkovitost od 20%, dok je učinkovitost vozila na električni pogon oko 80%.

## Ubrzanje i kočenje
Električni motori imaju veliku snagu u odnosu prema masi. Električni automobili mogu da koriste za svaki točak po jedan motor, što omogućava bolju raspodelu snage i aktivnost prilikom klizavih uslova na putu. Postavljanje električnih motora koji su direktno vezani za točkove smanjuje broj pokretnih delova što povećava i ovako veliku iskoristivost električnih motora (95%). Kočenje kod električnih automobila ima jednu veliku prednost. Protivstrujno kočenje je vrsta kočenja električnih motora kod koga mašina razvija motorski moment u jednu stranu, a vrti se u drugu stranu, što za posledicu ima – kočenje bez diranja papučice kočnice već samim dizanjem noge s papučice gasa. Konvencionalne kočnice se i dalje ugrađuju u električne automobila zbog sigurnosti. Drugi način kočenja je regeneracijsko kočenje koje se već koristi u raznim hibridnim automobilima, a ideja je da se prilikom kočenja po principu dinama puni baterija. Ovim kočenjem može se akumulirati i do 20% električne energije izgubljene prilikom kočenja.

## Vozila kao ispomoć na mreži
Za ovakav princip punjenja potrebna je „pametna” distributivna električna mreža, ali prednosti koje donosi su:
1. Vozila se pune samo kada je vrhunac potrošnje energije nizak.
2. Vozila koja su već puna ili imaju dosta električne energije mogu funkcionirati kao ispomoć u mreži, te na takav način manje opterećivati sistem, odnosno pomagati mu.

## Spoljašnje veze
- električna akumulatorska vozila. Hrvatska tehnička enciklopedija - portal hrvatske tehničke baštine
- Rimac Automobili d. o. o. Hrvatska tehnička enciklopedija - portal hrvatske tehničke baštine